# Wollega
Wollega (oder auch Welega, amharisch ወለጋ wälläga) war eine traditionelle Provinz im westlichen Teil Äthiopiens, mit ihrer Hauptstadt bei Nekemte.
Die Provinz wurde benannt nach den Welega-Oromo, welche die Mehrheit der Bevölkerung innerhalb ihrer Grenzen stellten.
Welega wurde im Westen vom anglo-ägyptischen Sudan und im Norden vom Abbay-Fluss, welche es zugleich von der Provinz Gojjam abgrenzte, eingegrenzt. Im Osten lag die Provinz Shewa, im Südosten lag die Provinz Kaffa und im Süden die Provinz Illubabor.

## Geschichte
Nach der Befreiung Äthiopiens von der italienischen Besatzungsherrschaft in Italienisch-Ostafrika im Jahre 1941 des Zweiten Weltkrieges wurden folgende Provinzen der Provinz Welega zugeordnet, um die Administration zu vereinfachen: die semiautonomen Gebiete Asosa, Beni Shangul, Leqa Nekemte und Leqa Kellam, sowie die Provinz Sibu.
Die Grenzen von Welega blieben unverändert bis zur Adoption der Verfassung der Demokratischen Bundesrepublik Äthiopien im Jahre 1995, als Welega weiter untergliedert wurde. Teile seines Territoriums wurden zur Asosa-Zone und zur Kamashi-Zone der Benishangul-Gumuz-Region. Der Rest wurde Teil der Mirab-Welega-Zone, der Misraq-Welega-Zone und zur Illubabor-Zone der Oromia-Region.